# Brean Down

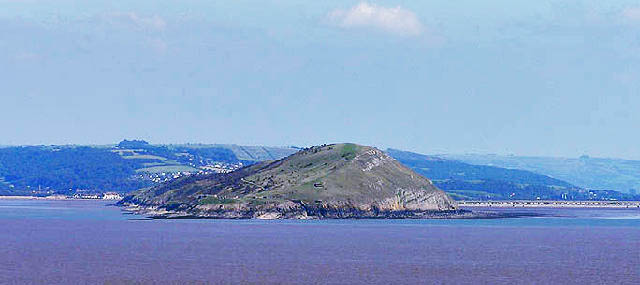
Brean Down von Steep Holm aus gesehen.

Brean Down ist eine Landspitze vor der Küste von Somerset, England. Sie erhebt sich bis auf 97 m (318 ft) und erstreckt sich 2 km (1,5 mi) in den Bristolkanal am Ostende der Bridgwater Bay zwischen Weston-super-Mare und Burnham-on-Sea.
Die Erhebung entstand aus einer Kalkstein-Formation des Dinantium und stellt eine Verlängerung der Mendip Hills dar. Zieht man die gedachte Linie weiter, wird sie durch die beiden Inseln Steep Holm und Flat Holm fortgesetzt. Die Klippen an der Nord- und Südflanke von Brean Down sind voll von Fossilien aus maritimen Ablagerungen aus der Zeit von vor 320–350 Mio. Jahren. Der Platz wurde von Menschen seit der Bronzezeit besiedelt und es gibt Reste eines romano-keltischen Tempels. Zur See hin liegt das Brean Down Fort, welches 1865 erbaut wurde und im Zweiten Weltkrieg nochmals erweitert wurde.
Brean Down gehört heute dem National Trust for Places of Historic Interest or Natural Beauty. Es ist bedeutend, weil eine große zahl geschützter Tier- und Pflanzenarten dort beheimatet ist und auch aufgrund seiner Geschichte und der archäologischen Funde. Sie ist ausgewiesen als Site of Special Scientific Interest. Eine besondere seltene Pflanze ist die White Rockrose (Helianthemum apenninum). Außerdem wurde sie in die Liste der Ancient Monuments aufgenommen.

## Geologie

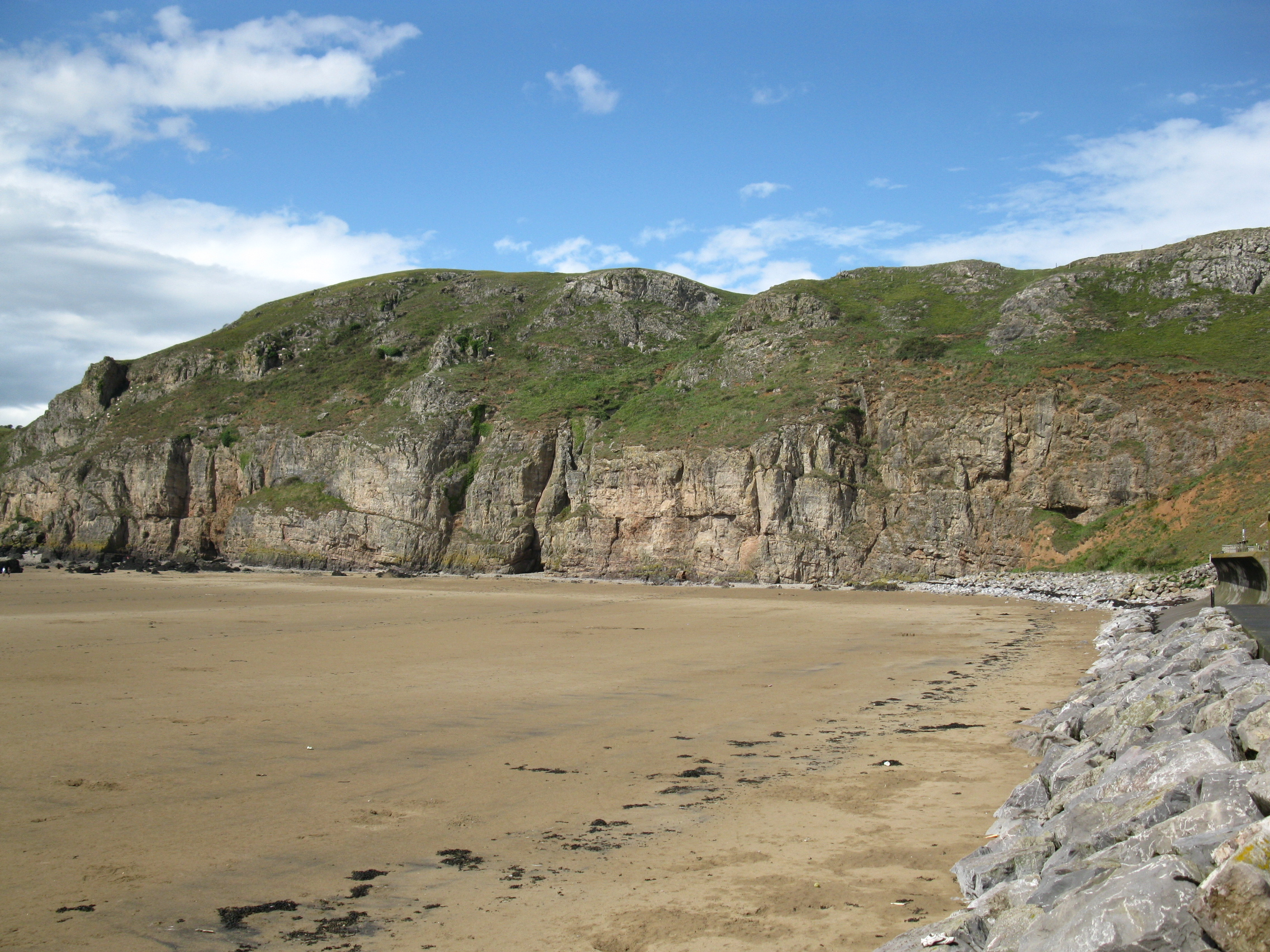
Die Cliffs auf der Südseite zeigen charakteristische Bruchstellen des Kalksteins.

Die Mendip Hills, deren westlichste Ausläufer Brean Down und die beiden Inseln Steep Holm und Flat Holm sind, bilden die südlichsten bergigen Formationen Kohle-führenden Kalksteins in Britannien. Die Ablagerungen entstanden im Mississippium, vor etwa 320–350 mio Jahren. Später im Paläozoikum falteten sich während der Variszischen Orogenese die ursprünglich horizontal liegenden Platten auf und es entstand ein komplexes System von Gebirgen und Hügelketten in Irland und südwestlichen England und auch in anderen Regionen in Europa. Das Gebiet von Mendip besteht aus mindestens vier antiklinen Falten, die größtenteils in ost-westlicher Richtung verlaufen und jeweils durch einen Kern von älteren devonischen Sandsteinen und silurischen Vulkangesteinen gekennzeichnet sind. Westlich des Hauptplateaus des Mendip setzt sich die Formation in Bleadon Hill und Brean Down, sowie den oben genannten Inseln fort.
Brean Down ist etwa 2 km (1,2 mi) lang und verläuft in ost-westlicher Richtung in der Nähe der Mündung des River Axe gegenüber dem Uphill Cliff. Die Erhebung steigt bis auf 97 m über dem Meer an. Die Klippen im Norden und im Süden bergen reiche Fossil-Vorkommen von Korallen, Muschelschalen und Seelilien. 13 unterscheidbare Schichten wurden im Sand cliff auf der Südseite identifiziert.

## Geschichte

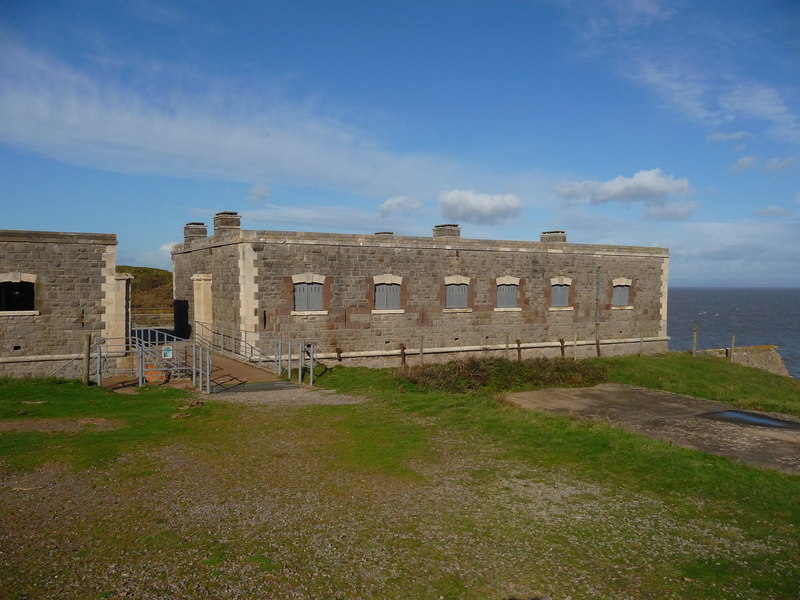
Brean Down Fort

Menschliche Besiedlung reicht zurück bis in die Zeit der Glockenbecherkultur. Es gibt auch Hinweise auf eine eisenzeitliche Wallburg und prähistorische Hügelgräber. Schon in vor-römischer Zeit hat es eine Kultstätte gegeben, die als Romano-Celtic Temple in der Mitte des 4. Jahrhunderts noch einmal wiederbelebt wurde. Möglicherweise folgte später auch eine christliche Kapelle (oratory). Funde aus römischer Zeit umfassen Münzen von Augustus, Nero und Drusus, zwei Silber-denarii von Vespasian und einen Karneol.
Brean Down Fort wurde auf der Landzunge zwischen 1864 und 1871 errichtet. Die Royal Commission on the Defence of the United Kingdom 1859 hatte empfohlen, eine Reihe von Palmerston Forts als Abwehrlinie am Bristolkanal zu errichten, um Bristol und Cardiff vor Angriffen zu schützen. Dazu wurden 1862 vier Acres Land auf Brean Down requiriert. Der Bau begann 1864 und wurde 1871 fertig gestellt.
In den 1860ern wurden Pläne für einen Tiefwasser-Hafen an der Nordküste gemacht. Ursprünglich sollte dieser Hafen Bristol als Einschiffungshafen für Transatlantik-Überquerungen und den Export von Rohstoffen und landwirtschaftlichen Produkten aus den Mendip Hills und Somerset ablösen.
Die Fundamente für das Pier wurden verlegt, aber ein starker Sturm zerstörte die Fundamente und der Plan wurde wieder fallen gelassen. 1897 stellte Guglielmo Marconi einen neuen Entfernungsrekord für Funktelegraphie über dem offenen Meer auf, als er von Lavernock Point in Wales hierher Übertragungen machte, 1912 wurde Brean Down von der Royal Society for the Protection of Birds als Vogelschutzgebiet gepachtet.

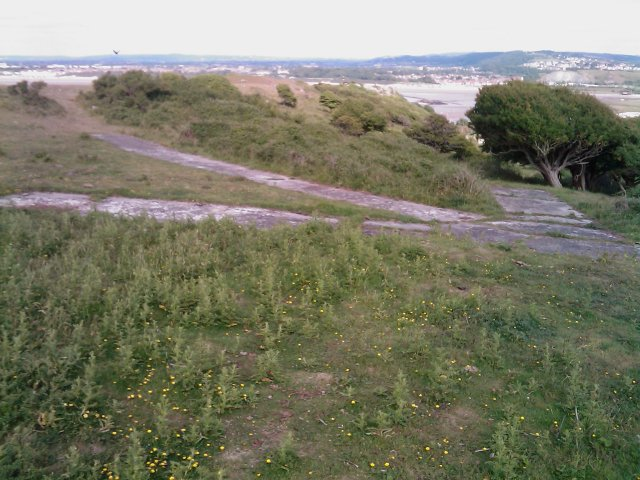
Concrete arrow

Bei Ausbruch des Zweiten Weltkrieges wurde das Fort mit zwei 6-inch (15 cm) ex-naval guns bewaffnet und Maschinengewehr-Posten auf dem Down eingerichtet. Birnbeck Pier wurde 1941 von der Admiralität als Außenposten des Department of Miscellaneous Weapons Development (DMWD) benutzt. Es wurde als HMS Birnbeck in Auftrag gegeben und wurde zum geheimen Aufbewahren und Testen von Waffen genutzt. Die „Bouncing bomb“ wurde beim Brean Down Fort auf der gegenüberliegenden Seite von Weston Bay getestet.
1954 schenkte das damalige Axbridge Rural District Council dem National Trust 59,685 ha (147,480 acres) des Downaus Anlass des Festival of Britain. Die Major Aldermen and Burgesses des Borough von Weston-Super Mare schenkten 1963 weitere 1,494 ha (3,690 acres) und weitere 1,371 ha (3,390 acres) bei Brean Down Cove wurden von M.D. und M. Matthews im Jahr 2000 erworben. Nach der Restaurierung des Forts mit einer Fläche von 1,606 ha (3,970 acres) übergab das Sedgemoor District Council 2002 auch dieses dem National Trust.
Es gab verschiedene Pläne für die Errichtung eines Severn Barrage zur Erzeugung von Strom aus Gezeitenkraft. Bisher hatten die Vorschläge noch keine Unterstützung gefunden, aber immer wieder gibt es Aktivisten, die Werbung für ein solches Kraftwerk machen.

## Ökologie

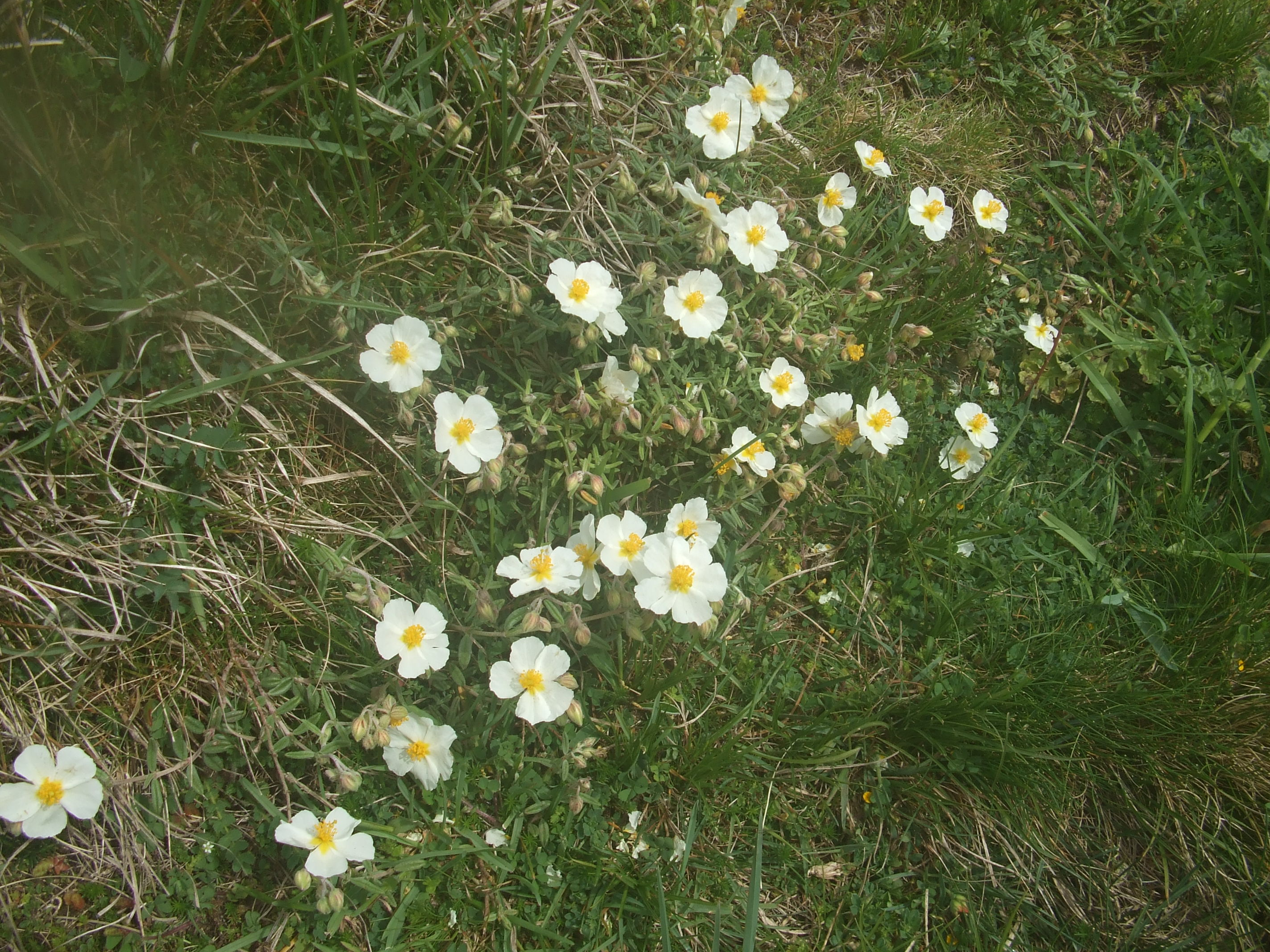
White rock-rose (Helianthemum apenninum) am Südkliff von Brean Down

Neben den geologischen Besonderheiten führte vor allem die Vegetation zur Einstufung als Site of Special Scientific Interest. Die seltene white rock-rose (Helianthemum appenninum, Apenninen-Sonnenröschen) kommt häufig vor. Einige Broomrapes (Sommerwurzen) kommen vor, wobei es sich wohl nicht, wie ursprünglich gedacht, um „Oxtongue broomrape“ (Orobanche artemisiae-campestriae), sondern eher um Exemplare der Ivy broomrape (Orobanche hederae) handelt. Weitere charakteristische Pflanzen sind Somerset hair grass, Sand-Thymian (Thymus serpyllum), Gewöhnlicher Hufeisenklee (Hippocrepis comosa, horseshoe vetch) und Hornklee (Lotus, birds-foot-trefoil), die vor allem auf den Südhängen wachsen. Die Nordseite wird charakterisiert durch Adlerfarne (bracken), Brombeeren (bramble), Liguster (privet), Eingriffeliger Weißdorn (Crataegus monogyna, hawthorn), Echte Schlüsselblume (Primula veris, cowslips) und Graue Heide (Erica cinerea, bell heather).
Die Vogelwelt umfasst unter anderen Wanderfalke, Dohle, Turmfalke, Türkentaube und Hohltaube, Dorngrasmücke, Bluthänfling, Wiesenschmätzer, Heckenbraunelle, Strandpieper und – 2007 – den ersten und einzigen Gelbnasenalbatros in Britannien. bemerkenswert sind außerdem einige Schmetterlingsarten: Silbergrüner Bläuling (chalkhill blue), Großer Perlmuttfalter (dark green fritillary), Großes Ochsenauge (meadow brown), Schachbrett (Schmetterling) (Melanargia galathea, marbled white), Kleines Wiesenvögelchen (small heath) und Hauhechel-Bläuling.